# Żydowska Brama w Kijowie
Żydowska Brama, Żydowskie Wrota, Lwowska Brama – średniowieczna brama wjazdowa do kijowskiego grodu Jarosława, stolicy Rusi Kijowskiej. Kupiecki kwartał żydowski  znajdował się w  dzielnicy Padole, na Szczekawicy.
Prawdopodobnie przez Kijów jeszcze w połowie IX w. przebiegał transkontynentalny szlak handlowy Radanitów z Andaluzji, przez Ratyzbonę, Pragę i Kraków. Po upadku Chazarii duże znaczenie, jako ośrodek handlu wschodniego, uzyskał właśnie Kijów.

## Historia
Wejście do obmurowanego Kijowa prowadziło kilka bram, które zwano wrotami. Czwarta brama nosiła nazwę Żydowskich Wrót. Dzięki tym umocnieniom Kijów stał się najpotężniejszą twierdzą obronną na Rusi, zabezpieczającą miasto przed Pieczyngami, a księcia Jarosława przed konkurentami do tronu, oraz własnymi braćmi.
Była jedną z trzech ważniejszych bram grodu, zbudowanych przez Jarosława I Mądrego;. Żydowska Brama znajdowała się w południowo-zachodniej części miasta w rejonie placu Lwowskiego, od którego imienia w późniejszym okresie przyjęła się jeszcze jedna nazwa. Po raz pierwszy odnotowana została w jednym z latopisów ruskich w 1115, a następnie w latach 1146 i 1151.
Istnienie Żydowskiej Bramy może wskazywać na dość liczną mniejszość żydowską.  Informacja z Latopisu hipackiego o pojawieniu się Karaimów (chazarskich Żydów) na dworze Włodzimierza w Kijowie pojawia się pod koniec X wieku. W roku 1018 istniały dwie osady żydowskie w Kijowie. Pierwsza miała należeć do Radanitów, druga zwana była chazarską. W samym Kijowie istnieje już w XII wieku potwierdzona w latopisach gmina żydowska, mieszcząca się przy dawnej „ulicy żydowskiej”, obok jednej z bram miasta, zwanej „Żydowską”. Wspomina o tym również znany podróżnik żydowski Petachja z Ratyzbony, który w latach 1175—1190 przez Pragę, Kraków, Ruś dotarł do Kijowa. W roku 1240 w wyniku najazdu mongolsko-tatarskiego zniszczeniu uległy wszystkie bramy Kijowa, jak i samo miasto.
Dzielnica żydowska do rewolucji 1917, położona była w  północnej części Starego Kijowa, przy ulicy Żydowskiej. Późną wiosną 1918 spadła na Kijów jeszcze jedna klęska, a mianowicie pożar, który strawił znaczną część żydowskiego Padołu.  Obecna, czynna synagoga, znajduje się jak dawniej w położonej w pobliżu Dniepru dzielnicy Padół, przy ul. Szczekawickiej, boczna Górnego Wału. „Jest bardzo dobrze utrzymana”.